# ATP Tour World Championships 1994
L'ATP Tour World Championships 1994 è stato un torneo di tennis giocato sul sintetico indoor. 
È stata la 25ª edizione del torneo di singolare di fine anno, la 21ª del torneo di doppio di fine anno ed era parte dell'ATP Tour 1994. 
Il torneo di singolare si è giocato al Frankfurt Festhalle di Francoforte in Germania, 
dal 14 al 20 novembre 1994.
Il torneo di doppio si è disputato ad Eindhoven nei Paesi Bassi, dal 21 al 27 novembre 1994.

## Campioni

### Singolare
Pete Sampras ha battuto in finale  Boris Becker 4–6, 6–3, 7–5, 6–4

### Doppio
Jan Apell /  Jonas Björkman hanno battuto in finale  Todd Woodbridge /  Mark Woodforde con il punteggio di 6–4, 4–6, 4–6, 7–6, 7–6